# Philodromus hadzii
Philodromus hadzii là một loài nhện trong họ Philodromidae.
Loài này thuộc chi Philodromus. Philodromus hadzii được miêu tả năm 1944 bởi Silhavy.